# Oriente
Oriente este un oraș în São Paulo (SP), Brazilia.